# Чаданова
Чаданова — деревня в Заларинском районе Иркутской области России. Входит в состав Мойганского муниципального образования. Находится примерно в 37 км к юго-западу от районного центра. Поблизости находятся населенные пункты: Бабагай, Высотская, Дмитриевка, Заблагар, Замазчикова, Мардай, Мойган, Муруй, Троицк, Щербакова.

## Население
| 2002 | 2010 | 2011 | 2012 |
| ---- | ---- | ---- | ---- |
| 130  | ↘101 | →101 | ↘94  |

Гендерный состав
По данным Всероссийской переписи, в 2010 году в деревне проживал 101 человек (54 мужчины и 47 женщин).